# Citronella
Citronela (Citronella) é um género de árvores e arbustos na família Cardiopteridaceae, contendo 25 espécies, de ocorrência quase exclusivamente em climas tropicais. Antes este género estava incluído na família Icacinaceae.

## Cultivo e usos
Poucas espécies são cultivadas. Citronella mucronata do Chile é notável por sua resistência e é uma das poucas espécies que se sabe terem sido introduzidas na Europa.

## Espécies seleccionadas
- Citronella costarricensis (Donn.Sm.) R.A.Howard: Central America
- Citronella mucronata: Chile
- Citronella incarum: Peru
- Citronella moorei: Austrália (Nova Gales do Sul e Queensland)
- Citronella samoensis A.Gray: Polinésia
- Citronella vitiensis R.A.Howard